# Maurizio Losi
Maurizio Losi (* 12. September 1962) ist ein ehemaliger italienischer Leichtgewichts-Ruderer. 
Losi gewann mit dem Leichtgewichts-Achter von 1985 bis 1988 vier Weltmeistertitel, 1986 und 1987 vor den Deutschen, 1985 und 1988 vor dem Boot aus den Vereinigten Staaten. 1989 startete er zusammen mit Massimo Lana im Leichtgewichts-Doppelzweier, die beiden belegten den zehnten Platz bei den Weltmeisterschaften 1989.